# 1259
Évszázadok: 12. század – 13. század – 14. század
Évtizedek: 1200-as évek – 1210-es évek – 1220-as évek – 1230-as évek – 1240-es évek – 1250-es évek – 1260-as évek – 1270-es évek – 1280-as évek – 1290-es évek – 1300-as évek
Évek: 1254 – 1255 – 1256 – 1257 –  1258 – 1259 – 1260 – 1261 – 1262 – 1263 – 1264

## Események

### Határozott dátumú események
- szeptember 6. –  Lübeck, Wismar és Rostock német városok szövetséget kötnek a kalóztámadások ellen, ezzel leteszik a Hanza városok szövetségének alapjait.[1]
- december 4. – IX. Lajos francia király és III. Henrik angol király megkötik a párizsi szerződést. (A béke értelmében Henrik lemond területi igényeiről Normandiában, Anjouban és Poitouban, viszont megtarthatta aquitániai birtokát, mint a francia király hűbérese,[2] cserébe Lajos megvonja támogatását az angol lázadóktól.)

### Határozatlan dátumú események
- az év folyamán –
  - A pelagoniai csatában VIII. Mikhaél bizánci császár legyőzi az  akháj–epiruszi–szerb koalíció seregét.[3]
  - Berke tatár kán szövetséget és dinasztikus viszonyt ajánl IV. Bélának, aki ezt elutasítja.[4]
  - Harcok IV. Béla és II. Ottokár cseh király között Stájerországért. Ottokár stájer herceggé nyilvánítja magát.[5]
  - Mengrai király megalapítja a Lannathai királyságot a mai Thaiföld északi részén.
  - A mongolok meghódítják Koreát.

## Születések
- március 25. – II. Andronikosz bizánci császár († 1332)
- Pietro Cavallini itáliai festő

## Halálozások
- május 29. – I. Kristóf dán király (* 1219)
- Möngke mongol nagykán (* 1209)